# Дробилко, Георгий Анисимович
Георгий Анисимович Дроби́лко (1907 — после 1986) — советский инженер-гидроэнергетик, лауреат Сталинской премии.

## Биография
Окончил Ремесленное училище № 3 металлистов и Ленинградский механический техникум (1930). 
С 1925 по 1977 год работал на ЛМЗ имени И. В. Сталина: рабочий, инженер, заместитель главного технолога, с 1942 года — главный технолог, в 1963—1972 годах заместитель главного инженера.
Руководил разработкой гидротурбин для Волжских ГЭС имени В. И. Ленина и имени XXII съезда КПСС, подготовкой производства паровых турбин мощностью 150, 200, 300 мВт и газовой турбины ГТ-25.
Сочинения:
- Новое в технологии производства крупных гидротурбин [Текст] : [Альбом] / М-во тяжелого машиностроения СССР. Главтурбопром. Ленингр. металлич. завод. - Москва : Машгиз, 1956. - 56 с. : ил.; 24х30 см.
- Организация технологии турбостроения на ЛМЗ им. Сталина [Текст] : (Тезисы доклада) / Дробилко. - [Москва] : [б. и.], [1946]. - 3 с.; 21 см.

Редактор книги: Некоторые вопросы технологии производства турбин : сб. / под ред. Г. А. Дробилко. — М.; Л.: Машгиз, 1960 — . Вып. 7. — 1960. — 400 с. : ил. ; 27 см.

## Награды и премии
- Сталинская премия первой степени (1946) — за разработку конструкции и технологии производства мощных гидротурбин и генераторов, установленных на Шекснинской и Угличской ГЭС Верхе-Волжского гидроузла[1]
- ордена «Знак Почёта» (16.04.1942) и Трудового Красного Знамени (11.07.1945).